# Mellanmjölk
Mellanmjölk är en mjölksort i Sverige som lanserades 25 maj 1983 av Arla med namnet Mjölk 1 % fett, då den började provsäljas i tre områden. Det hade sedan början av 1970-talet diskuterats om en mjölk med fetthalt mellan lättmjölk och standardmjölk som då benämndes mellanmjölk i massmedia. Arla ville inte att den skulle kallas mellanmjölk eftersom namnet var för likt mellanöl som hade setts som ett problem och förbjudits några år innan, men redan innan mjölken hade lanserats kallades den mellanmjölk av massmedia och konsumenter.
År 1986 ökades fetthalten till 1,5 % och mellanmjölk blev det officiella namnet.
Eftersom de naturliga och fettlösliga vitaminerna i mjölk följer med fettet när fetthalten sänks, berikas mellanmjölken med vitamin A och D. Det är också ett lagkrav att mjölk med en fetthalt på 1,5 % eller lägre måste berikas med vitamin D. De magra mjölksorterna har återvitaminerats med vitamin A (retinol) sedan 1960-talet, så att de innehåller ungefär samma mängd som standardmjölk.
Mellanmjölk lämpar sig bra till viss matlagning (exempelvis pannkakor) och bakning.
I Norge, Danmark och Finland är det närmaste alternativet lättmjölk, med fetthalt på 0,7 till 1,5 % i Norge, 1,5 % i Finland och 1,5 till 1,8 % i Danmark.

## Överförd bemärkelse
Mellanmjölk har fått stå symbol för Sverige som Landet Lagom. Det populariserades av Jonas Gardell, som skapade och turnerade med showen På besök i mellanmjölkens land. Han menade att det var en hyllning till Sverige, med dess kompromisser och vilja att vara lagom. Men också en plats där det kan vara jobbigt att vara annorlunda. Benämningen har fått en mer negativ ton om en plats där man inte får sticka ut.
Adjektivet "mellanmjölkig" används som negativ beteckning på den svenska politiska kulturen med kompromisser, i motsats till att våga ta svåra beslut.[källa behövs]

## Näringsvärde
| Per 100 g/ca 1 dl            | Arla                 | Norrmejerier / Skånemejerier | Falköpings Mejeri    |
| ---------------------------- | -------------------- | ---------------------------- | -------------------- |
| Energivärde                  | 200 kJ / 45 kcal     | 200 kJ / 45 kcal             | 200 kJ / 45 kcal     |
| Fett                         | 1,5 g                | 1,5 g                        | 1,5 g                |
| - varav mättat               | 1,0 g                | 1,0 g                        | 1,0 g                |
| - varav enkelomättat         |                      | 0,4 g                        |                      |
| - varav fleromättat          |                      | 0,04 g                       |                      |
| Kolhydrat                    | 4,9 g                | 4,9 g                        | 4,9 g                |
| - varav sockerarter (laktos) | 4,9 g                | 4,9 g                        | 4,9 g                |
| Fiber                        |                      | 0 g                          |                      |
| Protein                      | 3,5 g                | 3,5 g                        | 3,5 g                |
| Salt                         | 0,1 g                |                              | 0,1 g                |
| Natrium                      |                      | 0,04 g                       |                      |
| Vitamin A (retinol)          | 40 µg, 5 % av RDI    | 40 µg                        | 25 µg, 3 % av RDI    |
| Riboflavin (vitamin B2)      | 0,15 mg, 11 % av RDI | 0,15 mg                      | 0,15 mg, 11 % av RDI |
| Niacin (vitamin B3)          |                      | 0,8 mg, 5 % av RDI / 0,8 mg  |                      |
| Pantotensyra (vitamin B5)    | 0,5 mg, 8 % av RDI   | 0,5 mg                       | 0,5 mg, 8 % av RDI   |
| Folsyra (vitamin B9)         | 15 µg, 8 % av RDI    | 15 µg                        | 15 µg, 8 % av RDI    |
| Kobalamin (vitamin B12)      | 0,6 µg, 24 % av RDI  | 0,6 µg                       | 0,6 µg, 24 % av RDI  |
| Vitamin D3                   | 0,45 µg, 9 % av RDI  | 0,45 µg                      | 1,0 µg, 20 % av RDI  |
| Fosfor                       | 105 mg, 15 % av RDI  | 105 mg                       | 105 mg, 15 % av RDI  |
| Jod                          | 12 µg, 8 % av RDI    | 12 µg                        | 12 µg, 8 % av RDI    |
| Kalcium                      | 120 mg, 15 % av RDI  | 120 mg                       | 120 mg, 15 % av RDI  |
| Kalium                       | 160 mg, 8 % av RDI   | 160 mg                       | 160 mg, 8 % av RDI   |
| Klorid                       | 95 mg, 12 % av RDI   | 95 mg                        | 95 mg, 12 % av RDI   |
| Molybden                     | 4,7 µg, 9 % av RDI   | 4,7 µg, 9 % av RDI / ?       | 4,7 µg, 9 % av RDI   |